# Concili d'Urgell
El concili d'Urgell són una sèrie de reunions de bisbes que van tenir lloc a la Seu d'Urgell els anys 799, 890, 892 i 906.
Leidrat de Lió que havia acabat la seva tasca com un dels missi dominici a Septimània fou enviat per Carlemany al sud dels Pirineus per comminar al bisbe Fèlix d'Urgell a abjurar de la seva heretgia, l'adopcionisme, i li va ordenar celebrar un concili per convèncer a les bones el díscol heretge, que ja havia estat condemnat diverses vegades.
Els bisbes i abats de Septimània i entre ells Benet d'Aniana van assistir a la primera reunió que es devia fer als primers mesos de l'any. Fèlix fou acusat d'heretgia i va haver de prometre abjurar davant l'emperador Carlemany al que aniria a trobar a Aquisgrà. Així ho va fer i va haver de retractar-se, fer professió de fe, i consentir la seva deposició després de la qual es va poder retirar a Lió on va morir 12 anys després.
Per acabar d'extirpar les restes d'heretgia adopcionista, Leidrat de Lió, Nebridi de Narbona i Benet d'Aniana van celebrar un segon concili a la Seu d'Urgell on es van trobar els bisbes i abats que segurament havien estat al primer. Leidrat fou nomenat bisbe en funcions d'Urgell per acabar de liquidar l'heretgia, retornant a finals del 799 a Lió.